# Площа Валерія Марченка
Пло́ща Вале́рія Ма́рченка — площа в Подільському районі міста Київ, місцевість Нивки. Лежить між вулицями Стеценка, Івана Виговського, Данила Щербаківського та Ігоря Турчина.

## Історія
Виникла в 1950–60-ті роки як площа без назви. З 1970 року мала назву Інтернаціональна площа.
Теперішня назва на честь українського письменника та перекладача, дисидента Валерія Марченка , який проживав в будинку, розташованому на площі за адресою вулиця Данила Щербаківського 72 — з 2017 року.

## Пальми
У 2005 році на площі висаджено в закритих вазонах дві пальми. Їх забрали перед початком зими. Це повторювалося кілька наступних років, але останнім часом вони вже не висаджуються.

## Зображення

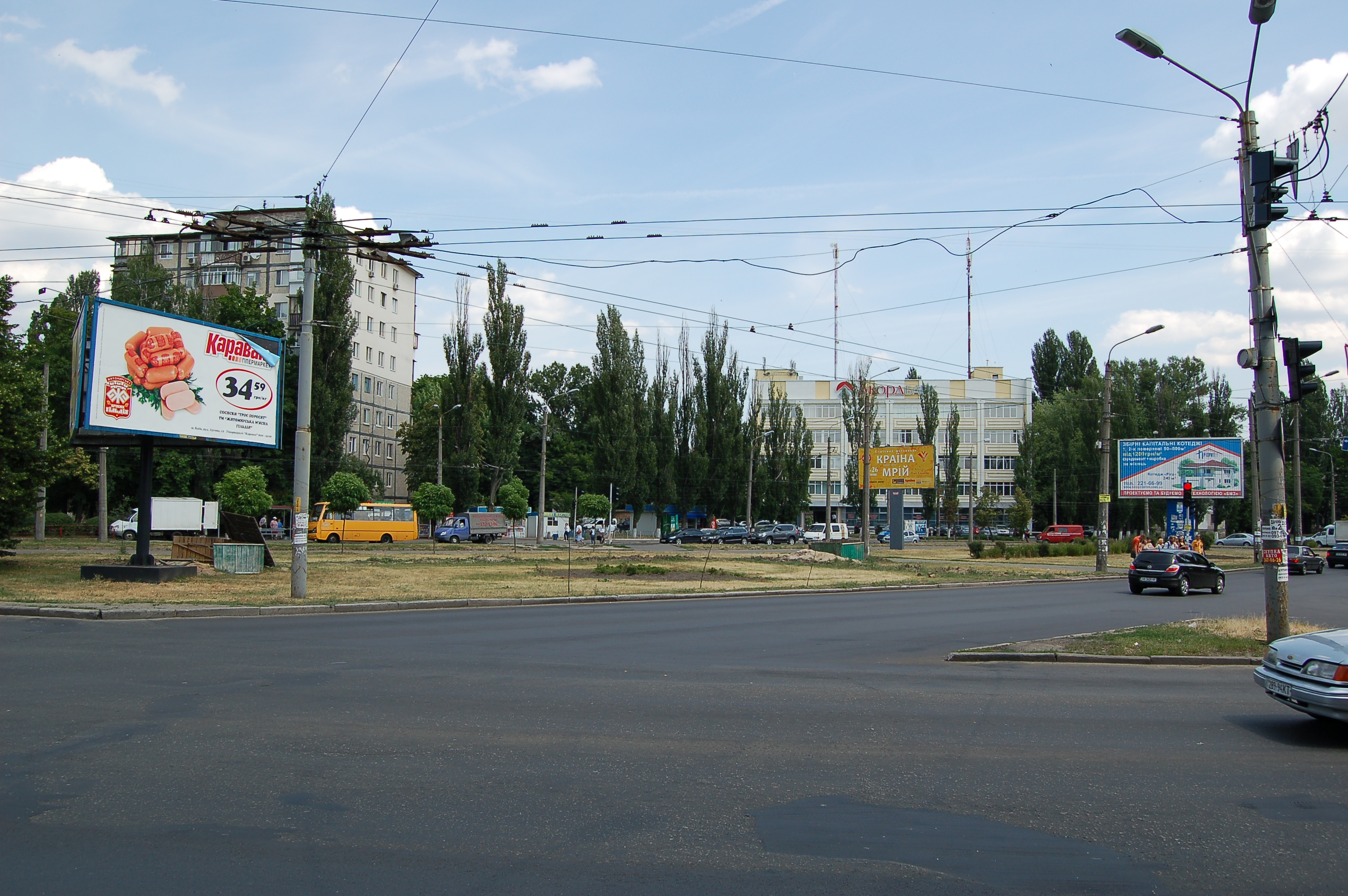
Площа влітку
Пам'ятник чехословацьким воїнам
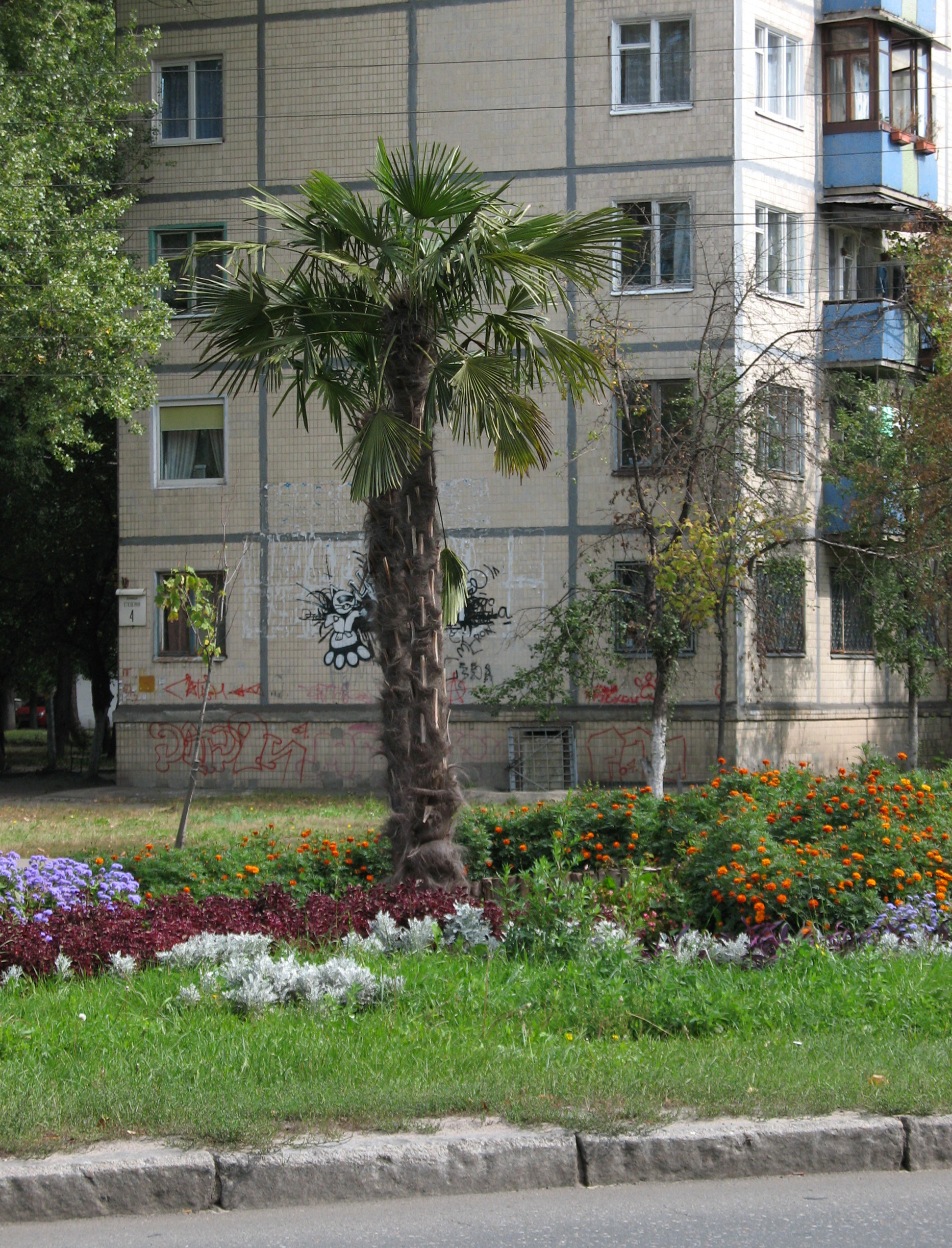
Площа Валерія Марченка, пальма
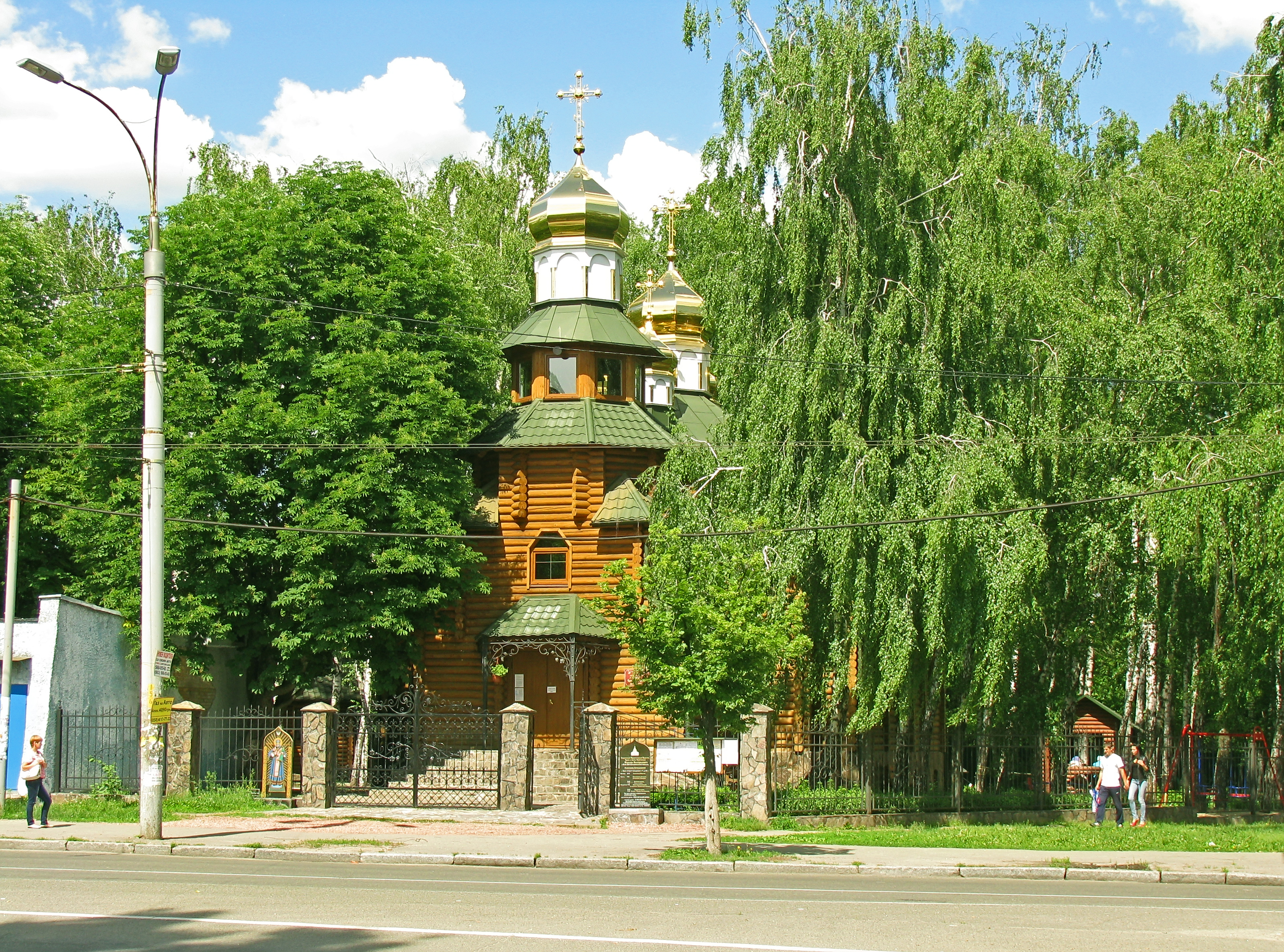
Церква святого Іоасафа Білгородського, вул. Стеценка, 12 (площа Валерія Марченка)